# Stromrichtige Schaltung

Messschaltung mit Strom- und Spannungsmessgerät

Soweit in einer elektrischen Messschaltung eine elektrische Stromstärke und eine elektrische Spannung gemessen werden sollen, führt die Messung der einen Größe zu einer Rückwirkungsabweichung auf die Messung der anderen Größe. Es ist jeweils nur möglich, eine der beiden Größen ohne Verfälschung durch die Messung der anderen Größe zu messen. Entsprechend gibt es zwei verschiedene Schaltungen.
Die Problematik hat in der Messpraxis mit der Einführung der Digitalmultimeter erheblich an Bedeutung verloren, da ihr  Eingangswiderstand bei der Spannungsmessung bei typisch 10 MΩ liegt und damit gegenüber Analogmultimetern je nach Messbereich um Größenordnungen größer ist.

## Möglichkeiten
- Der Schaltungseinfluss soll bei der Messung an einem Verbraucher (im Bild ein ohmscher Widerstand {\displaystyle R}) erklärt werden:

- Im oberen Bild wird unmittelbar (ohne Verzweigung) die Stromstärke gemessen, die durch den Verbraucher fließt. Wenn an einem realen Strommessgerät eine Spannung {\displaystyle U_{I}} abfällt, wird bei einer Spannungsmessung der Spannungsabfall am Strommessgerät mitgemessen. Das ergibt bezüglich des Verbrauchers eine stromrichtige Schaltung und zugleich eine Spannungsfehlerschaltung.

- Will man diese systematische Abweichung vermeiden, kann man das Spannungsmessgerät wie im unteren Bild direkt an den Verbraucher anschließen. Dann wird aber vom Strommessgerät die Stromaufnahme {\displaystyle I_{U}} eines realen Spannungsmessgerätes mitgemessen. Das ergibt bezüglich des Verbrauchers eine spannungsrichtige Schaltung und zugleich eine Stromfehlerschaltung.

- Umgekehrt sieht die Beeinflussung aus, wenn Spannung und Stromstärke der Quelle (nicht des Verbrauchers) gemessen werden sollen.

- Dann ist die obere Schaltung die spannungsrichtige Schaltung
- und die untere Schaltung die stromrichtige.

Es muss also genau darauf geachtet werden, aus welcher Sicht die Aussage „richtig“ oder „fehlerhaft“ gemacht werden soll. Eine Aussage, die gemeinsam für die Quelle und den Verbraucher gilt, ist nicht möglich.
In der stromrichtigen Schaltung wird die Stromstärke im Rahmen der Fehlergrenzen so lange richtig gemessen, wie die Schaltung unverändert bleibt. Häufig wird der Strommesser für eine einmalige Messung in die Schaltung eingefügt und dann wieder entfernt. Bei Speisung aus einer Konstantspannungsquelle stellt sich durch die Entfernung des Messgeräts am Verbraucher eine um {\displaystyle U_{I}} höhere Spannung ein, und die Stromstärke ist unvermeidlich höher als die „richtig“ gemessene. Beispiele hierzu siehe unter Rückwirkungsabweichung.

## Auswahl
Wenn der Betrag der relativen systematischen Abweichung eines Messwertes deutlich kleiner ist als dessen relative Fehlergrenze, ist keine Korrektur erforderlich. Im Zweifelsfall wird man diejenige Schaltung bevorzugen, bei der die Korrektur entfallen kann. Bei den gegenwärtig üblichen elektronischen Messgeräten wird überwiegend das Spannungsmessgerät eine kleinere relative Abweichung {\displaystyle {\tfrac {I_{U}}{I}}} des Strommesswertes verursachen als das Strommessgerät, das eine relative Abweichung {\displaystyle {\tfrac {U_{I}}{U}}} beim Spannungsmesswert verursacht.
Beispielsweise führt der Strom durch das digitale Spannungsmessgerät mit 10 MΩ zu einer relativen Abweichung von < 1 ‰, wenn {\displaystyle R} < 10 kΩ ist. Wenn beim digitalen Strommessgerät mit einem Spannungsabfall von 200 mV zu rechnen ist (bei Messbereichsendwert), kann dieser bei {\displaystyle U} < 200 V zu einer relativen Abweichung von > 1 ‰ führen. Bei Kleinspannung und kleineren Lasten ist mit diesen Messgeräten die bezüglich des Verbrauchers spannungsrichtige Schaltung zu bevorzugen.
Auch bei der Leistungs- und bei der Widerstandsmessung werden Auswahl- oder Korrekturhinweise gegeben.